# Cultureel centrum Leonida Repaci
Het cultureel centrum Leonida Repaci (Italiaans: Casa della cultura Leonida Repaci is een multifunctioneel gebouw in Palmi in de Italiaanse provincie Reggio Calabria. Het werd geopend op 17 januari 1982. Het complex heeft een vloeroppervlakte van ruim 2000 m².

## Geschiedenis
De bouw van het centrum begon in 1968 na een besluit van het gemeentebestuur daartoe en onder auspiciën van de minister van Openbare Werken Giacomo Mancini. Het gebouw werd officieel geopend op 17 januari 1982 en werd in november 1984 vernoemd naar Leonardo Repaci, een schrijver afkomstig uit Palmi. De bouw werd gefinancierd door de regio Calabrië en werd uitgevoerd door lokale bedrijven.

## Instellingen
In het centrum zijn de volgende instellingen gevestigd:
- Pinacotheek Leonida ed Albertina Repaci
- Volkenkundig museum Raffaele Corso
- Gemeentelijke bibliotheek Domenico Topa
- Antiquarium Nicola de Rosa
- Muziekmuseum Francesco Cilea & Nicola Antonio Manfroce
- Gipsen beeldencollectie Michele Guerrisi
- Staatsarchief van Reggio Calabrië – Afdeling Palmi
- Gemeentelijk auditorium

Het complex bevat ook een uitgestrekte tuin, waarin bronzen beelden tentoongesteld staan en twee Romeinse zuilen uit de archeologische site van de antieke stad Tauriana. Ook bevindt zich in de tuin een kopie van de zeventiende-eeuwse Palmbomenfontein uit Palmi.

### Pinacotheek Leonida & Albertina Repaci
De pinacotheek bevat een verzameling van meer dan 200 kunstwerken die door Leonida Repaci en zijn vrouw Albertina aan de gemeente geschonken zijn. De verzameling bevat naast vooral schilderijen ook beeldhouwwerken. De kostbare collectie moderne en hedendaagse kunst is een van de belangrijkste kunstverzamelingen van Zuid-Italië. Vele beroemde kunstenaars zijn met werk vertegenwoordigd in de collectie van het museum, onder wie Édouard Manet, Guercino, Tintoretto, Renato Guttuso, Giovanni Fattori, Amedeo Modigliani en Jean-Baptiste Camille Corot. In 2014 werd de collectie uitgebreid met enkele schilderijen uit de verzameling van het parlementslid Emilio Argiroffi, die door zijn zus aan de gemeente werden geschonken.

### Volkenkundig museum Raffaele Corso

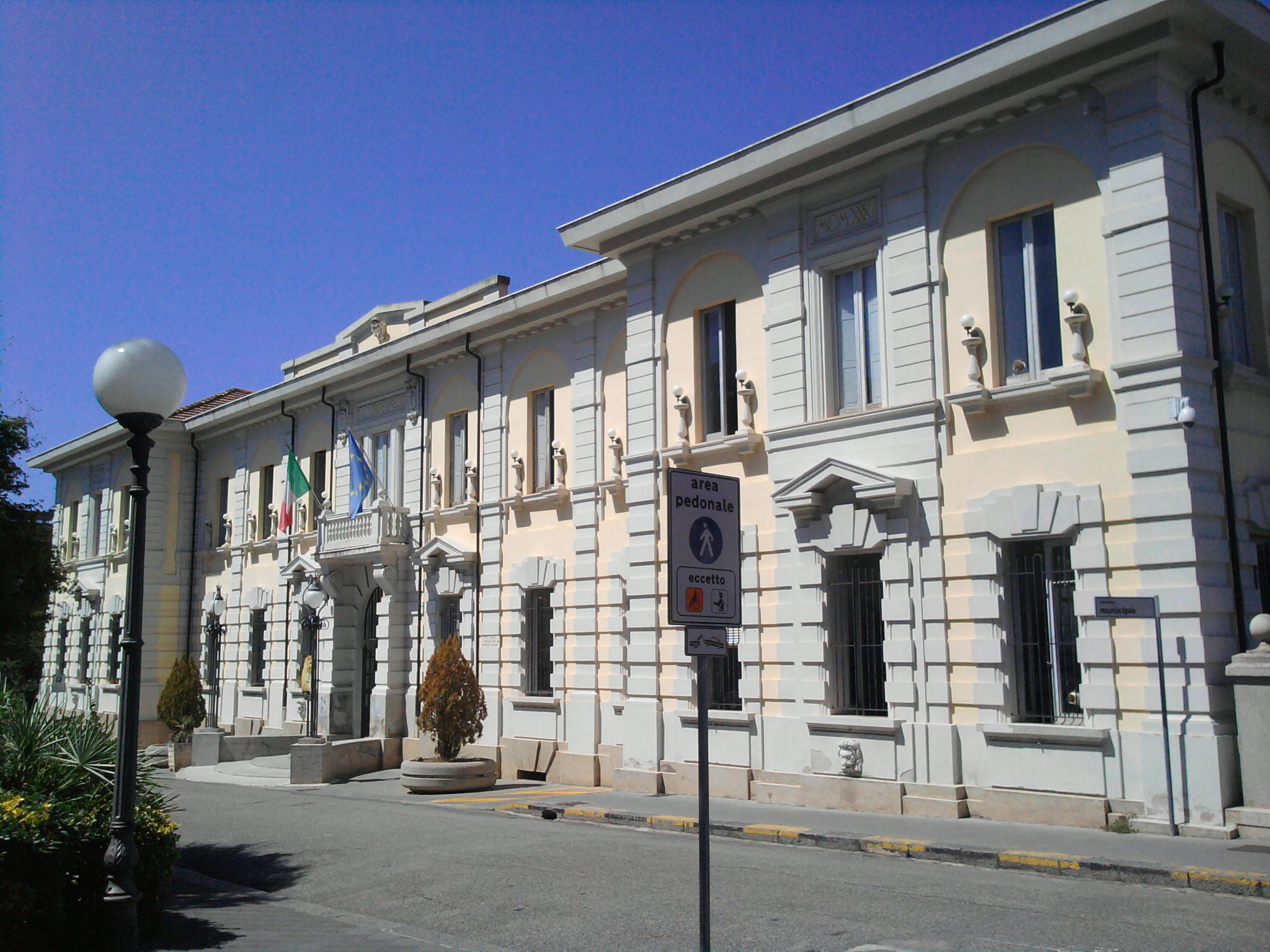
Palazzo San Nicola, oorspronkelijke vestiging van meerdere instellingen

Het volkenkundig museum Raffaele Corso werd opgericht in 1955 op initiatief van enkele inwoners van Palmi. Aanvankelijk vond het museum een plek in het Palazzo San Nicola, maar in 1984 werd het verplaatst naar het nieuwe cultureel centrum. Het museum bevat voorwerpen uit het dagelijks leven, het geloofsleven en de folklore van Calabrië rond thema's als de vier seizoenen, de levensloop van een mens, landbouw, zeevaart, volksgeloof, kleding en volkskunst. Door de UNESCO werd het erkend als een museum van internationaal belang en in zijn soort is het het belangrijkste museum van Zuid-Italië.

### Gemeentelijke bibliotheek Domenico Topa
De gemeentelijke bibliotheek Domenico Topa werd opgericht in 1890. Het eerste gebouw werd verwoest door de aardbeving van 1908 en door schade ten gevolge van de Eerste Wereldoorlog. De herbouw vond plaats in 1927.
In 1932 werd de bibliotheek ondergebracht in het Palazzo San Nicola en de toenmalige directeur verzocht enkele intellectuelen om boekenschenkingen te doen voor de wederopbouw van de bibliotheek. In 1943 werd er een grote schenking gedaan door Domenico Topa, een plaatselijk historicus. Deze schenking bevatte vooral boeken over de geschiedenis van Calabrië en een collectie oude boeken uit de 16e – 18e eeuw, waaronder een kopie van de Codex purpureus Rossanensis. De bibliotheek werd vervolgens vernoemd naar Topa.
In 1982 volgde de verhuizing naar het nieuwe cultureel centrum. In 2014 werd de collectie uitgebreid met ongeveer tweeduizend boeken uit de verzameling van het parlementslid Emilio Argiroffi, die door zijn zus aan de gemeente werden geschonken. Heden ten dage bevat de bibliotheek ruim 122.000 boeken en is een van de twaalf districtsbibliotheken van Calabrië.
De bibliotheek heeft verder nog een tijdschriftenzaal met kranten en tijdschriften uit Palmi, een studieruimte met gratis toegang tot internet en een videotheek met films op allerlei gebieden. Hier is ook een film aanwezig over Palmi van vlak na de aardbeving van 1908.

### Antiquarium Nicola de Rosa

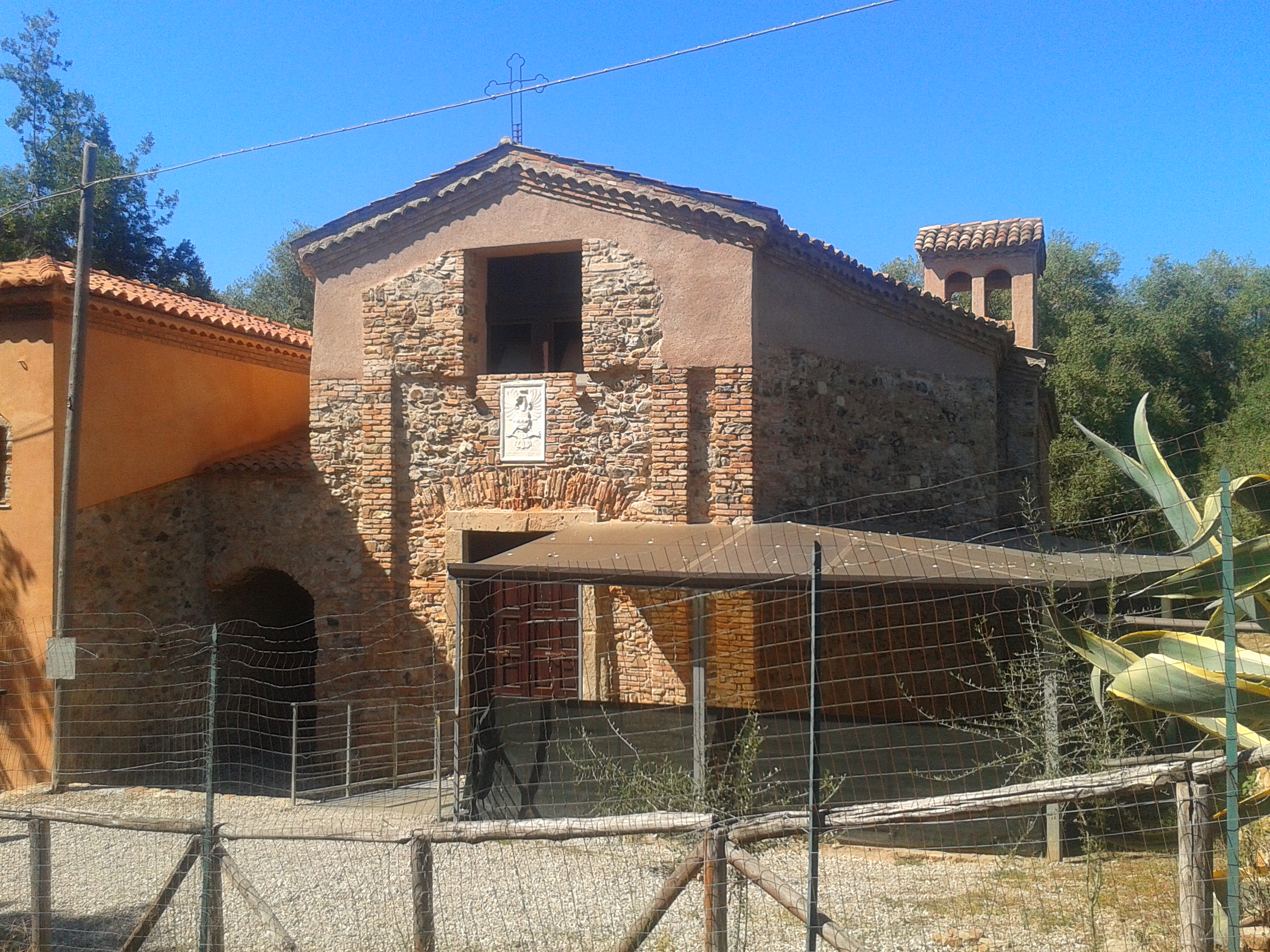
Sint Fantinotempel

In het antiquarium worden archeologische vondsten uit de omgeving van Palmi bewaard. Er zijn vondsten uit de antieke nederzetting Tauriana (5e eeuw v.Chr. – 11e eeuw n.Chr.), maar ook lokale vondsten van de zeebodem, vondsten uit de Grotta della Pietrosa (bronstijd). De meeste vondsten in het museum komen uit het gebied rond de Sint Fantinotempel en het dorpje Scinà, waar zich een antieke villa met necropolis bevond. De grafschriften daar stammen uit de heidense periode (1e – 3e eeuw), maar ook uit de christelijke periode (4e – 5e eeuw). De vondsten van de zeebodem vormen de belangrijkste: een buste van keizer Hadrianus uit ca. 135-140 en twee beelden zonder hoofd uit de Hellenistische periode.

### Muziekmuseum Francesco Cilea & Nicola Antonio Manfroce
Het museum is gewijd aan de muzikale carrières van Francesco Cilea en Nicola Antonio Manfroce. Het werd in 1962 geopend in het Palazzo San Nicola en vond later een plaats in het cultureel centrum. In het museum is een grote hoeveelheid materiaal verzameld dat getuigt van de veelzijdige activiteiten van deze twee componisten uit Palmi.
Er zijn partituren, schetsen, manuscripten en andere documenten van Cilea te vinden. Belangrijk is ook de correspondentie van Cilea, die meer dan 5000 brieven omvat. Verder is er een fototentoonstelling over het leven van Cilea. Ook zijn er enkele miniaturen te zien van de hand van zijn broer Michele.
Het andere deel van het museum is gewijd aan Manfroce en bevat vrijwel de gehele muzikale productie van deze componist.
Ten slotte is er een bibliotheek met muziek, libretto's, geluidsdragers, persoonlijke voorwerpen en gesigneerde portretten en foto's, van bv. Gioachino Rossini, Wolfgang Amadeus Mozart, Giacomo Puccini en Arturo Toscanini.

### Gipsen beeldencollectie Gipsoteca Michele Guerrisi
De collectie gipsen beelden werd in 1960 voor het publiek geopend in het Palazzo San Nicola. Later werden de beelden verplaatst naar het cultureel centrum. De verzameling bestaat uit afgietsels van klassiek geïnspireerde beelden en portretten van de hand van de beeldhouwer Michele Guerrisi uit Palmi. De originele bronzen beelden staan overal verspreid in Italië. Er bevinden zich afgietsels van 78 beelden van Guerrisi. Bij de collectie horen ook een aantal aquarellen die door Guerrisi geschilderd zijn. Deze zijn door zijn vrouw Martha Rempdte aan het museum geschonken. Daarnaast zijn er nog enkele beeldhouwwerken van andere lokale beeldhouwers te zien.

### Staatsarchief van Reggio Calabria – Afdeling Palmi
De Afdeling Palmi van het Staatsarchief van Reggio Calabria werd opgericht in 1960. Het grootste deel van de inventaris bestaat uit notariële akten vanaf de 16e tot begin 20e eeuw. Verder zijn de kadastrale archieven aanwezig en archiefstukken van de rechtbank van Palmi lopende van 1925 tot 1962.
De archiefbibliotheek bestaat uit ruim 1300 werken uit de 19e en 20e eeuw en bezit 41 tijdschriften met in totaal 464 jaargangen. De bibliotheek heeft als doelstelling om overheidsambtenaren te helpen bij hun werk en om archiefonderzoekers van dienst te zijn. De bewaarde stukken hebben betrekking op de politieke, sociale, economische en culturele geschiedenis van Italië en Calabrië, met uiteraard bijzondere aandacht voor Palmi. Men kan ook een kaartenbaksysteem raadplegen dat loopt tot 2004.

### Gemeentelijk auditorium
Het auditorium bevindt zich op de begane grond en biedt ruimte aan concerten, conferenties en dergelijke. Er is ruimte voor 260 bezoekers. Enkele van de jaarlijks terugkerende evenementen zijn:
- het muziekconcours Concorso Nazionale di Esecuzione Musicale per Flauto e Musica d'insieme "Francesco Cilea";
- de uitreiking van de literaire prijs Premio letterario "Palmi".